# Književnost u 1737.
◄◄ | ◄ | 1734. | 1735. | 1736. | 1737.  | 1738. | 1739. | 1740. | ► | ►►
Arhitektura • Astronomija • Biologija • Glazba • Kazalište • Kemija • Kiparstvo • Knjige • Književnost • Kršćanstvo • Medicina • Politika • Pravo • Promet • Slikarstvo • Znanost
Književnost u 1737.

## Hrvatska i u Hrvata

### Smrti
- 21. siječnja – Ignjat Đurđević, hrvatski katolički svećenik, isusovac, benediktinac, barokni pjesnik i prevoditelj (* 1675.)

## Vanjske poveznice
|  | Zajednički poslužitelj ima još gradiva o temi Književnost u 1737. |